# Thomas Herbst (Fußballspieler)
Thomas Herbst (* 5. Oktober 1962 in Berlin) ist ein deutscher Fußballtrainer und ehemaliger Fußballspieler.

## Karriere als Spieler

### Vereine
Herbst gehörte als 19-Jähriger in der Saison 1981/82 dem Kader des Bundesligisten FC Bayern München an. Seine beiden einzigen Spiele bestritt er am 21. und 29. Mai 1982 (33./34. Spieltag) – Gesamtspielzeit: 35 Minuten – beim 3:2-Heimsieg über Arminia Bielefeld (ab der 61. Minute für Karl Del’Haye) und bei der 1:3-Niederlage beim VfL Bochum (ab der 84. Minute für Dieter Hoeneß).
In der darauf folgenden Saison – inzwischen spielberechtigt für Eintracht Braunschweig – kam er zu 17 Einsätzen und auch zu drei Toren. Am 22. März 1983 (24. Spieltag) erzielte seine Mannschaft beim FC Schalke 04 ein 3:3-Unentschieden, wobei er gleich zwei Tore beisteuerte.
Von 1983 bis 1988 – unterbrochen vom einjährigen Intermezzo beim SV Darmstadt 98 in der 2. Bundesliga 1986/87 – spielte er 65 Mal für Borussia Mönchengladbach. Für die Borussen spielte Herbst auch sechsmal im DFB- und neunmal im UEFA-Pokal-Wettbewerb; im internationalen Wettbewerb gelangen ihm drei Tore.
1995 bis 1999 war er bei Hertha Zehlendorf. Zunächst bis 1997 als Spieler aktiv, wechselte er zur Spielzeit 1997/98 auf die Trainerbank des Regionalligisten – und stieg mit ihm in die Oberliga ab. In der darauffolgenden Saison stand er wieder gelegentlich auf dem Platz als Spieler und wirkte als Spielertrainer. Die Saison 1998/99 wurde mit dem 9. Tabellenplatz abgeschlossen. Danach verließ er den Verein.

### Nationalmannschaft
Noch keine 17 Jahre alt, debütierte Herbst am 9. Mai 1979 in Trossingen beim 1:0-Sieg der B1-Junioren-Auswahl (U16) über die Schweiz. Beim 5. Nordlandturnier in Schweden spielte er am 8. und 9. August 1979 (1:0 gegen Finnland und 2:2 gegen Norwegen) nochmals für diese Auswahl. Vom 4. September 1980 (3:5 gegen Ungarn; in Poreč) bis zum 3. Juni 1981 (1:0 gegen Polen; in Düsseldorf) bestritt er 16 Spiele für die A-Junioren-Auswahl (U18), erzielte mit acht Treffern eine ausgezeichnete Torquote und krönte sich in seinem letzten Spiel in dieser Auswahlmannschaft zum Junioren-Europameister. Bei der zum dritten Mal ausgetragenen Junioren-Weltmeisterschaft 1981 in Sydney bestritt er vom 3. bis 18. Oktober alle sechs Spiele und gewann im letzten Spiel in der U19-Nationalmannschaft, dem Endspiel (4:0 gegen den Katar), den Titel des Junioren-Weltmeisters. Für die U21-Nationalmannschaft bestritt er sechs Spiele; erstmals am 29. März 1983 in Shkodra beim 1:1-Unentschieden gegen Albanien im Rahmen der EM-Qualifikation. Seine beiden Länderspieltore erzielte er am 26. April bzw. 10. Juni beim 1:1-Unentschieden gegen Österreich bzw. beim 2:2-Unentschieden gegen Brasilien. Sein letztes Spiel im Nationaltrikot absolvierte er am 12. Juni 1983 in Toulon beim torlosen Remis gegen Frankreich.

## Karriere als Trainer
Nach seinen ersten Trainertätigkeiten bei Hertha 03 Zehlendorf, Türkiyemspor Berlin und Berlin Ankaraspor Kulübü 07 betreute Herbst von 2008 bis 2010 Tennis Borussia Berlin. Von 2010 bis 2013 trainierte er die Mannschaft des zweimaligen Deutschen Meisters BFC Viktoria 1889, mit der er gleich im ersten Jahr Berliner Meister wurde und in die fünftklassige Oberliga Nordost aufstieg. Am Saisonende 2012/13 führte er die Mannschaft zur Meisterschaft und damit zum Aufstieg in die Regionalliga Nordost. Die Saison 2013/14 betreute er die Mannschaft unter dem – Fusion bedingten – Namen FC Viktoria 1889 Berlin und schloss diese als Achtplatzierter ab. Des Weiteren gewann er mit der Mannschaft am 4. Juni 2015 mit dem 2:1-Sieg über Tasmania Berlin den Berliner Landespokal. Ausbleibende Erfolge in der Folgesaison führten am 6. November 2014 mit der sofortigen Entbindung seiner Trainertätigkeit. Zur Saison 2017/18 kehrte er zum FC Viktoria 1889 Berlin zurück und erhielt einen bis zum 30. Juni 2018 gültigen Vertrag. Dieser wurde über die Saison 2017/18 hinaus nicht verlängert. Sein Nachfolger als Viktoria-Trainer zur Saison 2018/19 wurde Jörg Goslar.

## Erfolge
als Spieler
- Junioren-Weltmeister 1981
- Junioren-Europameister 1981
- DFB-Pokal-Sieger 1982 (ohne Einsatz)
- Finalist im Europapokal der Landesmeister 1982 (ohne Einsatz; am 26. Mai mit 0:1 Aston Villa unterlegen)

als Trainer
- Berliner Pokal-Sieger 2014 (mit dem FC Viktoria 1889 Berlin)
- Meister der Oberliga Nordost 2013 und Aufstieg in die Regionalliga Nordost (mit dem BFC Viktoria 1889)
- Berliner Meister 2011 (mit dem BFC Viktoria 1889)